# Casal Bertone
Casal Bertone è la zona urbanistica 5A del Municipio Roma IV di Roma Capitale. Si estende sui quartieri Q. VI Tiburtino e Q. XXII Collatino.

## Geografia fisica

### Territorio
La zona confina:
- a nord con la zona urbanistica 5G Pietralata
- a est con la zona urbanistica 5B Casal Bruciato
- a sud con la zona urbanistica 6A Torpignattara
- a ovest con la zona urbanistica 3Y Verano

## Storia

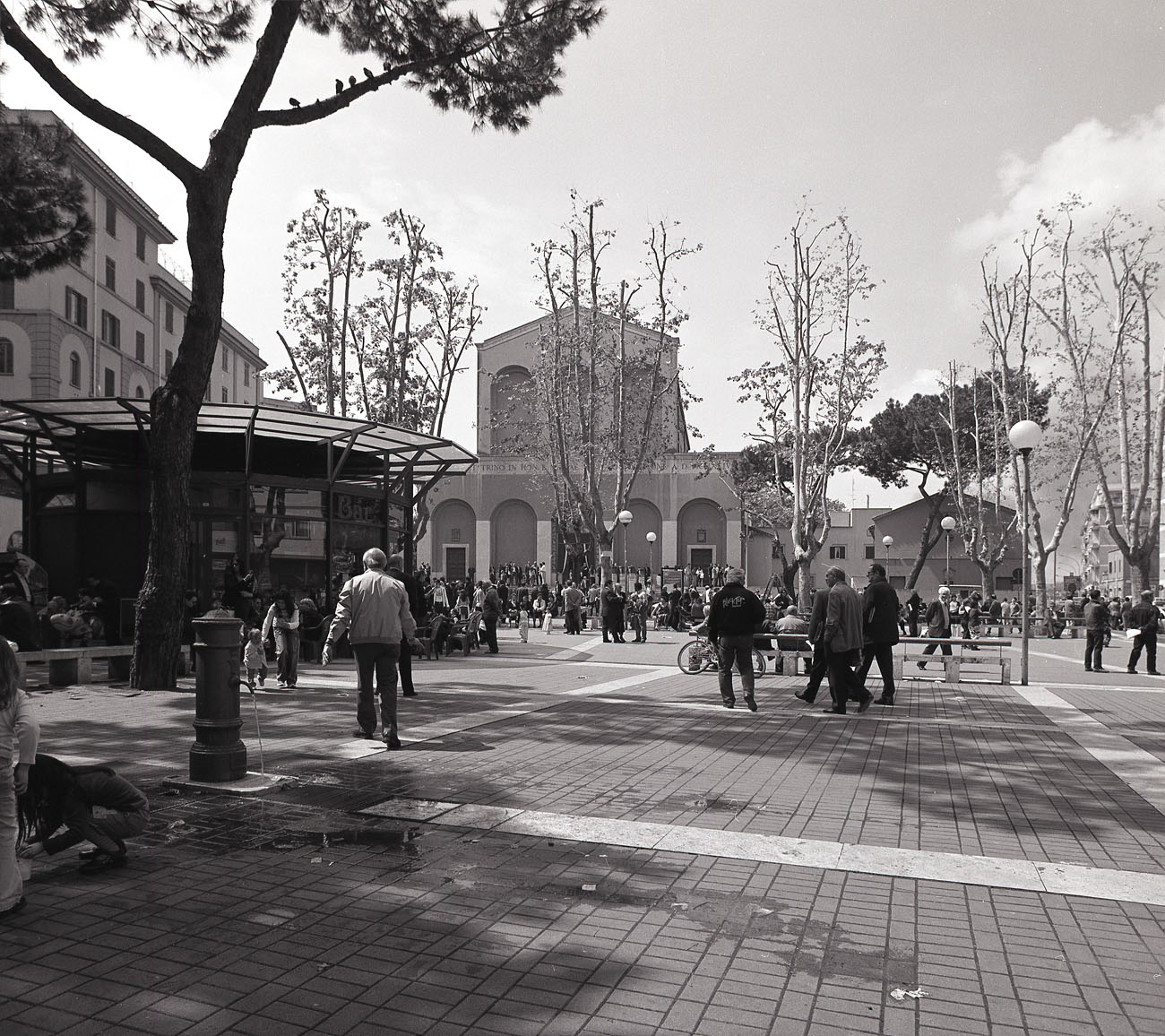
Piazza santa Maria Consolatrice (2006)

Il quartiere nacque sul finire degli anni venti del XX secolo in una zona dell'allora Agro romano caratterizzata da un'ampia collina, facente parte dei colli del Portonaccio, sulla quale sorgeva l'antico Casale o Vaccheria Bertone, che prendeva il nome forse dagli antichi proprietari o forse dal manto, detto bertone, dei cavalli che vi venivano allevati.
Nelle vicinanze era ancora tracciata una via risalente almeno al primo medioevo, il vicolo di Malabarba, che doveva il suo nome alla presenza di un oratorio con annesso un molino, la Mola di Santa Barbara. Questa strada costituiva ciò che rimaneva del tratto suburbano della via Collatina, strada romana che collegava Roma con Collatia, cittadina che sorgeva nei pressi dell'attuale borgata de "La Rustica".
Nella zona inoltre era stata tracciata una via Militare, prevista dal Piano Regolatore del 1883, che prese il nome di via di Portonaccio, e che avrebbe dovuto far parte di un complesso di strutture di difesa della città progettato dal Ministro della Guerra Luigi Mezzacapo. La via Militare collegava la via Tiburtina a via Casilina percorrendo la valle della Marranella che in questa zona prendeva il nome di Fosso dell'Acqua Bullicante.

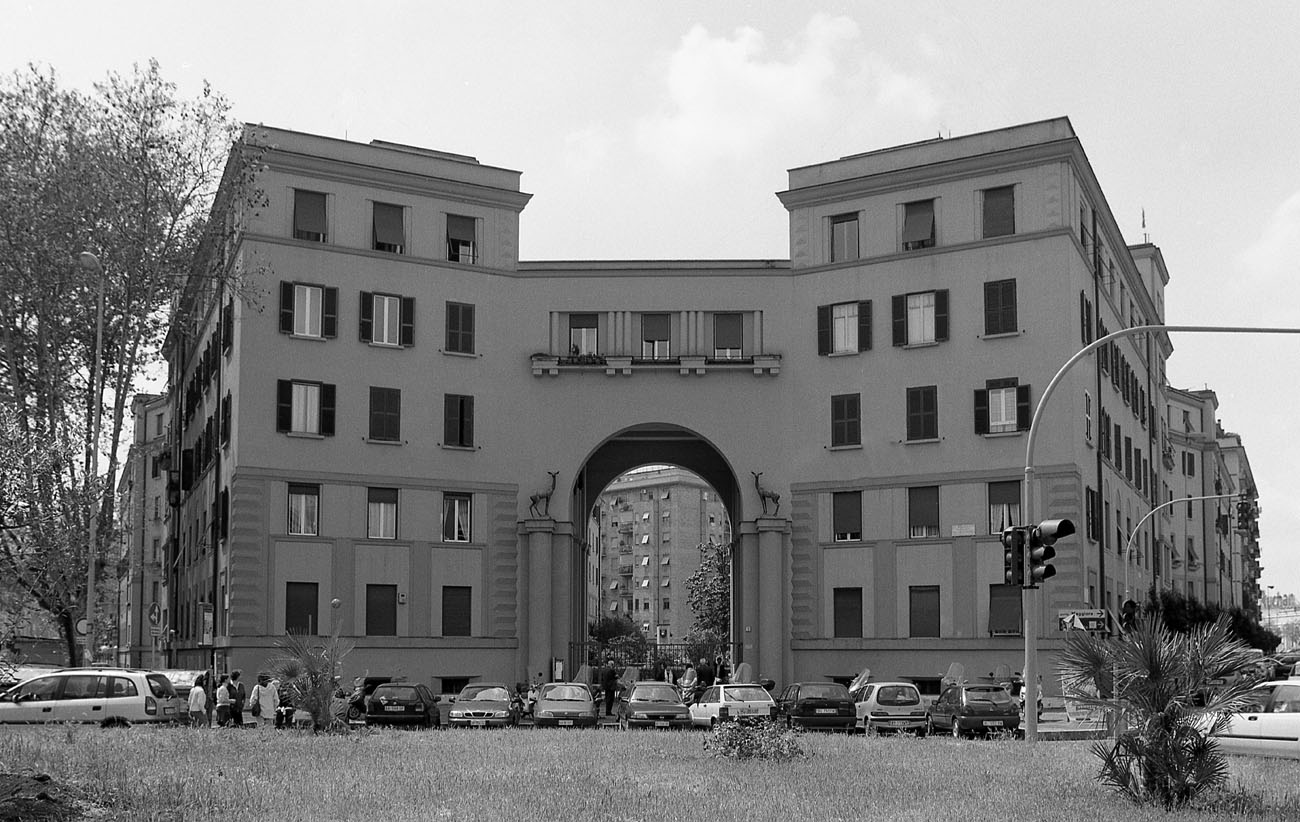
Palazzo dei ferrovieri, detto anche palazzo dei cervi (1929)

L'area era già delimitata dai tracciati ferroviari delle linee Roma - Ancona, Roma - Tivoli e Roma - Orte, e dalla Stazione Ferroviaria Prenestina a sud e Tiburtina a nord, costruite nell'ultimo ventennio dell'Ottocento a seguito dei lavori di ammodernamento della neo capitale del Regno d'Italia. Inoltre erano sorti nello stesso periodo significativi impianti industriali quali la Società per l'elettrificazione delle ferrovie (presso la Stazione Prenestina) e l'industria chimica della CISA-Viscosa (nei pressi dell'odierno Largo Preneste).
Le prime costruzioni degli edifici avvennero a seguito dell'approvazione, nel 1926, di una variante al Piano Regolatore del 1909 di Edmondo Sanjust di Teulada, che prevedeva l'edificazione di case popolari, e vennero realizzate da privati o società statali quali le Ferrovie o la Società dei Tranvieri.
Le strade del nuovo quartiere, indicato inizialmente come suburbio Tiburtino, presero il nome dai personaggi del Risorgimento e dell'Italia unita.

Carri armati americani in piazza Santa Maria Consolatrice il 4 giugno 1944.

Nel marzo del 1944, durante la seconda guerra mondiale, Casal Bertone venne colpito dai massicci bombardamenti alleati che interessarono molti quartieri popolari della città.
Sebbene non vi furono vittime civili, il quartiere subì numerosi danni agli edifici. Uno di questi, parzialmente crollato, è stato visibile in via Antonio Baldissera fino al 2006 quando iniziarono i lavori di restauro e ricostruzione terminati nel 2010.
Nel 1945 venne ultimato l'edificio della chiesa parrocchiale, intitolato a Santa Maria Consolatrice.
Nel 2010 il quartiere è stato scelto dall'amministrazione comunale come area pilota per la sperimentazione di un modello di quartiere sostenibile, nell'ambito del progetto Cat-Med (Change Mediterranean Metropolis Around Time - Cambiare le Città Mediterranee nel tempo), promosso dalla Comunità Europea e che coinvolge complessivamente 12 città del Mediterraneo.
Nel marzo 2014 Casal Bertone ha ospitato la seconda edizione del progetto "Nuova Gestione", progetto di riqualificazione urbana per la città di Roma ideato dall'associazione Sguardo Contemporaneo che, dopo una prima esperienza nel quartiere Quadraro, è tornata a coinvolgere cittadini e artisti.

L'idea è stata quella di rivitalizzare una zona sempre più soggetta all'abbandono, riattivando temporaneamente spazi commerciali dismessi o in disuso, grazie alle opere site specific progettate da un gruppo di artisti.

## Monumenti e luoghi d'interesse

### Architetture religiose
- Chiesa di Santa Maria Consolatrice, nella piazza omonima.

### Siti archeologici
Numerose sono le testimonianze di ritrovamenti di epoca romana.
Negli anni '80, durante la costruzione dello svincolo autostradale fra la Tangenziale Est e l'autostrada A24, furono rinvenuti i resti di alcune vasche appartenenti ad una villa romana databile al II secolo d.C. I resti della villa furono distrutti a seguito della costruzione di alcuni edifici industriali.
Durante le indagini archeologiche preventive per la costruzione della TAV Roma↔Napoli, avvenute tra il 21 maggio e il 22 giugno 2007, furono rinvenuti, a circa dieci metri sotto il livello stradale, i resti di una fullonica (conceria) del II-III secolo, estesi su un'area di circa 1000 m², con 97 catini e 3 gigantesche vasche in cocciopesto per il contenimento di liquidi organici.
Sempre nei pressi, furono trovati anche i resti di un basolato largo circa 4 m, probabilmente appartenenti all'antica via Collatina, e una serie di 5 colombari, ossia tombe della tarda età repubblicana, due dei quali portati alla luce evidenziando la presenza di cippi marmorei.

## Cinema

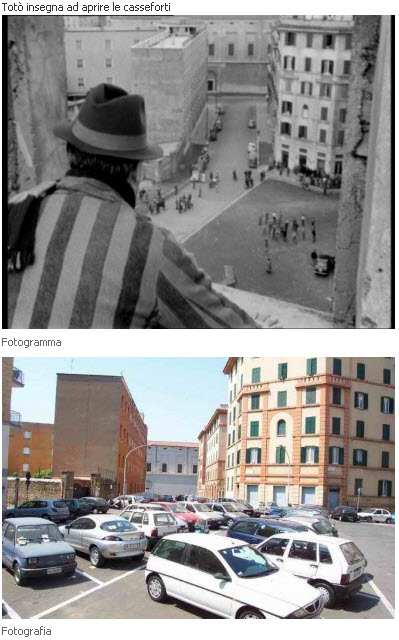
In alto: Dante Cruciani (Totò) in una scena de I soliti ignoti mentre si affaccia sulla piazza Enrico Cosenz. In basso: la piazza oggi

Nel 1958 vi fu girato il film I soliti ignoti del regista Mario Monicelli. Una panoramica del quartiere è riconoscibile nella famosa scena in cui Dante Cruciani (Totò) istruisce gli aspiranti ladri nell'arte di scassinare casseforti sulla terrazza di un palazzo.
Nel 1959 vi è stata girata una scena del film Morte di un amico di Franco Rossi, quella in cui si vedono Gianni Garko e Spiros Focás conversare di notte di fronte all'allora funzionante cinema Puccini, in via Baldassarre Orero.
Nel 1962 vi fu girato il film Mamma Roma del regista Pier Paolo Pasolini. Mamma Roma (Anna Magnani) va ad abitare con il figlio Ettore (Ettore Garofolo) in un appartamento del cosiddetto "Palazzo dei ferrovieri" o "dei cervi", riconoscibile dalle due statue di cervi poste sulle colonne laterali all'ingresso del complesso, sito in piazza Tommaso De Cristoforis.
Sempre nel 1962, nello stesso "palazzo dei ferrovieri", furono girate alcune scene di Una vita violenta, film tratto dall'omonimo romanzo di Pier Paolo Pasolini.

## Geografia antropica

### Odonimia
Come ricordato, le strade della zona sono intitolate principalmente a generali del Risorgimento e delle guerre coloniali sostenute dal Regno d'Italia.